# Bandera del Meta
La bandera del Meta es el principal símbolo oficial del departamento colombiano del Meta. Fue adoptada por medio del decreto 324 del 2 de julio de 1970. La bandera está conformada por diecisiete franjas, nueve verdes encerrando ocho blancas, todas de igual medida y tamaño. Estas representan el número de orden de creación que le correspondió como decimoséptimo departamento de la República.